# 即時貨運有限公司
即時貨運有限公司（英語：Japan Universal System Transport，簡稱JUST）是由日本航空於1991年1月10日成立的國內貨物航空公司。航空公司的代碼，IATA是YU，ICAO是JST，現時已經解散。

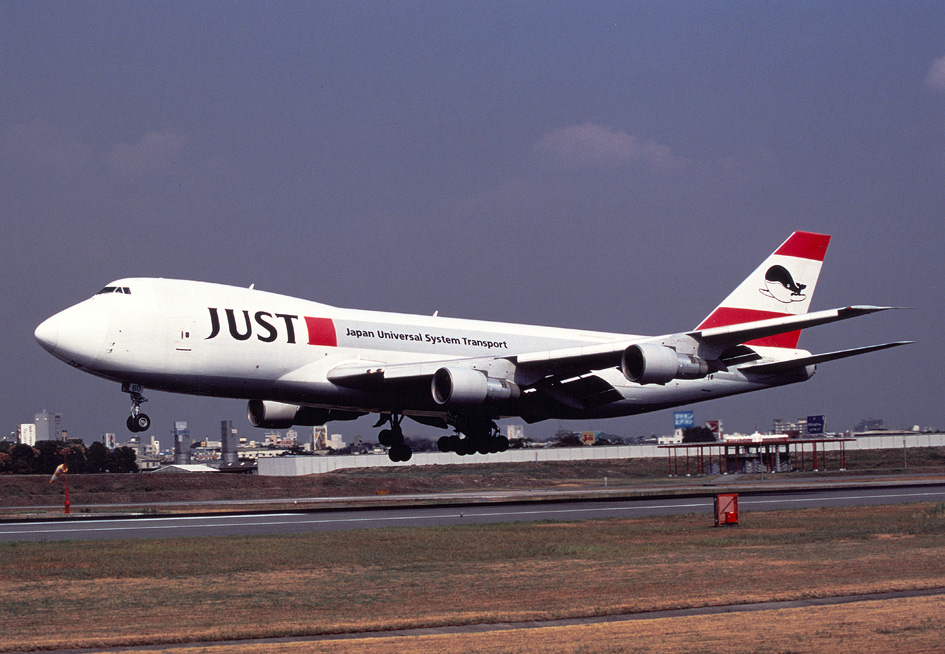
即時貨運航空的波音747-200F　JA8160（大阪國際機場、1994年）

## 簡介
1991年1月10日，日本航空成立子公司Japan Universal System Transport，成立時日本通運亦有出資。該公司總部位於東京都千代田區丸之内1-8-2第二鋼鐵大廈二樓，以租借形式設立辦公室，當時該大廈為日本航空的東京分店，一樓為售票廳。
同年由日本航空租借一架波音747-200F（飛機編號：JA8160），並塗上該公司的色彩，10月16日開辦羽田－新千歲不定期貨物航班，1992年11月26日開辦名古屋－新千歲航線。
但是，由於羽田機場升降時段不足，加上泡沫經濟爆破後經濟環境不明朗，一年後被逼停航。
停航後該飛機隨即返回日本航空的貨運航線，主力來往成田－香港航線，偶爾飛行成田－三藩市航線。1992年3月26日於香港註冊，名為「即時捷運有限公司」，1993年11月9日改名為「即時貨運有限公司」，於2000年9月22日解散。